# TAG Turbo Engines
TAG Turbo Engines var formel 1-stallet McLarens motortillverkare under mitten av 1980-talet.

## Historik
McLaren och stallchefen Ron Dennis började leta efter turboladdade motorer 1981 och fick då kontakt med Porsche, som hade stor erfarenhet av den tekniken. Porsche åtog sig att tillverka motorer åt McLaren om de kunde hitta en sponsor. Ron Dennis lyckades övertala det luxemburgska finansbolaget Techniques d'Avant Garde att överge konkurrenten Williams för hans stall. McLaren och nämnda finansbolag bildade då TAG Turbo Engines som lät Porsche tillverka stallets motorer. TAG-motorn debuterade i augusti i Nederländerna 1983.
McLaren-TAG vann konstruktörstiteln säsongerna 1984 och 1985 och bidrog till Niki Laudas och Alain Prosts förartitlar 1984, 1985 och 1986. 1986 började dock Hondas motorer bli alltmer konkurrenskraftiga och McLaren vann endast fyra lopp. Prost vann visserligen förartiteln men Williams-Honda vann konstruktörsmästerskapet. Säsongen 1987 vann Prost bara tre lopp och den blev därmed TAG:s sista. Därefter bytte McLaren till Hondamotorer.

## F1-meriter
| 1. Brasilien 1984 2. Sydafrika 1984 3. San Marino 1984 4. Frankrike 1984 5. Monaco 1984 6. Storbritannien 1984 7. Tyskland 1984 8. Österrike 1984 9. Nederländerna 1984 10. Italien 1984 11. Europa 1984 12. Portugal 1984 13. Brasilien 1985 14. Monaco 1985 15. Storbritannien 1985 16. Österrike 1985 17. Nederländerna 1985 18. Italien 1985 19. San Marino 1986 20. Monaco 1986 21. Österrike 1986 22. Australien 1986 23. Brasilien 1987 24. Belgien 1987 25. Portugal 1987 |

| 1. Monaco 1984 2. Tyskland 1984 3. Nederländerna 1984 4. Österrike 1985 5. Belgien 1985 6. Monaco 1986 7. Tyskland 1986 |

| 1. Brasilien 1984 2. Frankrike 1984 3. USA 1984 4. Storbritannien 1984 5. Tyskland 1984 6. Österrike 1984 7. Italien 1984 8. Portugal 1984 9. Brasilien 1985 10. Storbritannien 1985 11. Tyskland 1985 12. Österrike 1985 13. Nederländerna 1985 14. Belgien 1985 15. Monaco 1986 16. Belgien 1986 17. Belgien 1987 18. Japan 1987 |